# 普羅-阿貝稜鏡
普羅-阿貝稜鏡（有時也稱為阿貝-普羅稜鏡），一種反射式的光學稜鏡，是雙普羅稜鏡的一種變形。他的名稱來源於發明人伊納濟歐·普羅和恩斯特·阿貝，常配置於一些光學儀器中做圖像取向的修正。 
他由玻璃組成，形狀像是四個直角的反射稜鏡，以面對面還有扭轉的形式結合在一起。光線由其中一個平置的表面進入，經由斜面四次的全反射，再由第二個平置的表面，以和進入時一樣的方向射出。在整個過程中，影像被旋轉180°，在一些雙筒望遠鏡和照相機的觀景窗會使用這種稜鏡做為圖像架設系統。
此處的稜鏡沒有產生色散的現象，因為光線只是正常的進出稜鏡。又因為光線被反射的次數是偶數次，因此旋向性也沒有被改變。
為便於製造，這型稜鏡經常會先做成一對直角稜鏡，然後再將這兩個半個的稜鏡膠合在一起。彙整前的單獨半個稜鏡有時也被稱為阿貝-普羅稜鏡。
阿貝-普羅稜鏡不要與用於色散的阿貝稜鏡或非色散的阿貝-柯尼稜鏡混淆在一起。